# Omolabus longirostris
Omolabus longirostris es una especie de coleóptero de la familia Attelabidae.

## Distribución geográfica
Habita en Colombia.